# 2005-ös Fiatal Táncosok Eurovíziója
A 2005-ös Fiatal Táncosok Eurovíziója volt a tizenegyedik Fiatal Táncosok Eurovíziója, melyet Lengyelország fővárosában, Varsóban rendeztek meg. A pontos helyszín a Varsói Nemzeti Színház volt. Az elődöntőre 2005. június 18-án, a döntőre 2005. június 24-én került sor. Az Eurovíziós Dalfesztivállal ellenben itt nem az előző évi győztes rendez, hanem pályázni kell a rendezés jogára. A 2003-as verseny a svéd Kristina Oom és Sebastian Michanek, illetve az ukrán Zserlin Ndugyi győzelmével zárult, akik táncukat Hollandia fővárosában, Amszterdamban adták elő.

## A helyszín és a verseny
A verseny pontos helyszíne a lengyel fővárosban, Varsóban található Nemzeti Színház volt, melynek legnagyobb előadóterme 1 841 fő befogadására alkalmas.
| Lengyelország Varsó |

A 2005-ös Fiatal Táncosok Eurovíziója volt az utolsó hagyományosan lebonyolított verseny. 2007-ben ismeretlen okokból nem rendezték meg a versenyt, de feltételezhető, hogy az Eurovíziós Táncverseny indulása miatt maradt el a rendezvény. Ekkor a svájci Lausanne adott volna otthont a megmérettetésnek. 2009-ben pedig a norvég főváros, Oslo rendezte volna a versenyt, de a kevés jelentkező miatt ismét elmaradt.
A Fiatal Táncosok Eurovíziója 2011-ben tért vissza, teljesen új formátummal. Nem rendeznek elődöntőt, legfeljebb tizennégy ország indulhat egy évben, országonként egy táncos indulhat, és a résztvevők közül a szakmai zsűri a legjobb kettőt választja ki, akik párbajoznak egymással. A párbaj győztese nyeri a versenyt.

## A résztvevők
Észtország, Örményország, Svájc és Ukrajna visszalépett a versenytől, így tizenhárom ország alkotta a fesztivál mezőnyét.
A szakmai zsűri tíz országot juttatott tovább a döntőbe, így három ország esett ki az első fordulóban.

## Zsűri
- Irek Muhamedov (Zsűrielnök)
- Maja Pliszeckaja
- Gigi Caciuleanu
- Krzysztof Pastor
- Jorma Uotinen
- Emil Wesołowski

## Elődöntő
Az elődöntőt 2005. június 18-án rendezték meg tizenhárom ország részvételével. A továbbjutók sorsáról a hattagú szakmai zsűri döntött. Tíz ország jutott tovább a döntőbe.
| # | Ország             | Táncos                            | Tánc                                 | Koreográfus              | Eredmény     |
| - | ------------------ | --------------------------------- | ------------------------------------ | ------------------------ | ------------ |
|   | Belgium            | Marjorie Lenain                   | „Esmeralda”                          | M. Petipa                | Továbbjutott |
|   | Ciprus             | Joánna Avraám                     | „La Bayadère”                        | N. Makarova és M. Petipa | Kiesett      |
|   | Csehország         | Šárka Faberová és Pavel Povrazník | „Paganini: Pas de Deux”              | V. Schneiderová          | Továbbjutott |
|   | Egyesült Királyság | Alexander Jones                   | „Impossible Self”                    | L. King                  | Továbbjutott |
|   | Finnország         | Riku Lehtopolku és Mikko Lampinen | „Could You Take Some of My Weight…?” | T. Saarinen              | Továbbjutott |
|   | Görögország        | Eleána Andreúdi                   | „Don Quixote”                        | M. Petipa                | Továbbjutott |
|   | Hollandia          | Milou Nuyens                      | „Snakesense”                         | R. van Berkel            | Továbbjutott |
|   | Lengyelország      | Elena Karpuhina és Michał Wylot   | „May I Have a Dance?”                | R. Komassa               | Továbbjutott |
|   | Lettország         | Sabīne Guravska                   | „Paquita”                            | M. Petipa                | Továbbjutott |
|   | Norvégia           | Fransiska Sveinall                | „Le Corsaire”                        | M. Petipa                | Kiesett      |
|   | Románia            | Robert-Ștefan Enache              | „Variation of Le Corsaire”           | M. Petipa                | Továbbjutott |
|   | Svédország         | Danielle Rosengren                | „Grand Pas Classique”                | V. Gszovszkij            | Továbbjutott |
|   | Szlovénia          | Alena Medič                       | „Paquita V”                          | M. Petipa                | Kiesett      |

## Döntő
A döntőt 2005. június 24-én rendezték meg tíz ország részvételével. A végső döntést a hattagú szakmai zsűri hozta meg.
| # | Ország             | Táncos                            | Tánc                                 | Koreográfus     | Helyezés |
| - | ------------------ | --------------------------------- | ------------------------------------ | --------------- | -------- |
|   | Belgium            | Marjorie Lenain                   | „Esmeralda”                          | M. Petipa       | 3.       |
|   | Csehország         | Šárka Faberová és Pavel Povrazník | „Paganini: Pas de Deux”              | V. Schneiderová | —        |
|   | Egyesült Királyság | Alexander Jones                   | „Impossible Self”                    | L. King         | —        |
|   | Finnország         | Riku Lehtopolku és Mikko Lampinen | „Could You Take Some of My Weight…?” | T. Saarinen     | —        |
|   | Görögország        | Eleána Andreúdi                   | „Don Quixote”                        | M. Petipa       | —        |
|   | Hollandia          | Milou Nuyens                      | „Snakesense”                         | R. van Berkel   | 1.       |
|   | Lengyelország      | Elena Karpuhina és Michał Wylot   | „May I Have a Dance?”                | R. Komassa      | 2.       |
|   | Lettország         | Sabīne Guravska                   | „Paquita”                            | M. Petipa       | —        |
|   | Románia            | Robert-Ștefan Enache              | „Variation of Le Corsaire”           | M. Petipa       | —        |
|   | Svédország         | Danielle Rosengren                | „Grand Pas Classique”                | V. Gszovszkij   | —        |

## Térkép

A döntő résztvevői
Az elődöntőben kiesett országok
Országok, melyek korábban részt vettek, de ebben az évben nem